# Anatalanta aptera
Anatalanta aptera är en tvåvingeart som beskrevs av Eaton 1875. Anatalanta aptera ingår i släktet Anatalanta och familjen hoppflugor. Inga underarter finns listade i Catalogue of Life.